# 8ボール (お笑いコンビ)
8ボール（エイトボール）は、日本で活動していたお笑いコンビ。2008年結成、2009年解散。

## メンバー
並木 伸之（なみき のぶゆき、1983年11月10日 - ）
東京都出身、血液型：A型。
竹川 幸弘（たけかわ ゆきひろ、1982年5月14日 - ）
千葉県出身、血液型：A型。
後述の「さんぴん」時代、所属事務所主催ライブ「WEL」の企画でしんのすけとシャン、ケチン・ダ・コチン、坂本しろうと「C-BOYS」というグループを組んでコントをしたことがある。

## 略歴
共にワタナベコメディスクールの3期生で、事務所に所属せずにフリーで活動。
2008年5月のコンビ結成前、並木は「オール成増」（2000年3月結成。結成当時はトゥインクル・コーポレーション所属で、後にフリー）と「大江戸FC」（2005年12月結成、2008年5月解散。ワタナベエンターテインメント所属）のメンバーを、竹川は「さんぴん」（ワタナベエンターテインメント所属）のメンバーを務めていた。
2009年5月にはワタナベコメディスクールで同期だった元「凡人28号」の阪口が加入してトリオになったが、それから間もなくして解散した。

## 出演

### テレビドラマ
- WATER BOYS（2003年、フジテレビ） - 並木のみが生徒会副会長・七波 役で出演。当時「オール成増」のメンバー。

### 映画
- パッチギ! LOVE&PEACE（2007年5月19日公開） - 出演当時の並木は「大江戸FC」のメンバー、竹川は「さんぴん」のメンバー。

### テレビ番組
- 旅打ち!パチンコがちんこ東北漂流記（2008年11月 - 2009年4月、旅チャンネル）

### ネット配信番組
- ☆スタ缶〜レジェンド〜☆（あっ!とおどろく放送局）

## 掲載

### 雑誌
- 月刊Audition 2006年7月号・2007年8月号（白夜書房） - 共に並木のみが掲載。当時「大江戸FC」のメンバー。